# Liste der Biografien/Vah
Liste der Biografien |
Portal Biografien |
Personensuche
# |
A |
B |
C |
D |
E |
F |
G |
H |
I |
J |
K |
L |
M |
N |
O |
P |
Q |
R |
S |
T |
U |
V |
W |
X |
Y |
Z |
?
 
Va |
Vd |
Ve |
Vh |
Vi |
Vj |
Vl |
Vn |
Vo |
Vr |
Vs |
Vt |
Vu |
Vy
 
Vaa |
Vab |
Vac |
Vad |
Vae |
Vaf |
Vag |
Vah |
Vai |
Vaj |
Vak |
Val |
Vam |
Van |
Vap |
Vaq |
Var |
Vas |
Vat |
Vau |
Vav |
Vaw |
Vax |
Vay |
Vaz
Die Liste der Biografien führt alle Personen auf, die in der deutschsprachigen Wikipedia einen Artikel haben. Dieses ist eine Teilliste mit 86 Einträgen von Personen, deren Namen mit den Buchstaben „Vah“ beginnt.

## Vah

### Vaha
- Vahabzadeh, Mohammad (1945–2017), iranischer Tischtennisspieler
- Vahabzadeh, Susan, deutsche Journalistin und Filmkritikerin
- Vaha'i Sosaia, Felise (* 1999), französischer Speerwerfer
- Vähäkylä, Kalevi (* 1940), finnischer Biathlet
- Vahala, Augustin II. Pavel (1802–1877), Bischof von Leitmeritz
- Vähälä, Reijo (1946–2024), finnischer Leichtathlet
- Vahalahti, Ville (* 1977), finnischer Eishockeyspieler
- Vähämaa, Jenni (* 1992), finnische Eiskunstläuferin
- Vähämäki, Amanda (* 1981), finnische Comiczeichnerin
- Vähämäki, Kaarlo (1892–1984), finnischer Turner
- Vähämäki, Mika (* 1989), finnischer Automobilrennfahrer und Model
- Vahan († 636), oströmischer Feldherr
- Vahanian, Gabriel (1927–2012), französischer Theologe
- Vähäsöyrinki, Eetu (* 1990), finnischer Nordischer Kombinierer

### Vahd
- Vahdat, Pej, persisch-amerikanischer Schauspieler

### Vahe
- Vahe († 331 v. Chr.), König von Armenien
- Vahedi, Mojtaba, iranischer Journalist und Aktivist
- Vahedi, Soheil (* 1989), iranischer Snookerspieler
- Vaher, Andreas (* 2004), estnischer Fußballspieler
- Vaher, Berk (* 1975), estnischer Schriftsteller und Kritiker
- Vaher, Ingi (1930–1999), estnische Designerin und Glaskünstlerin
- Vaher, Ken-Marti (* 1974), estnischer Politiker, Mitglied des Riigikogu
- Vaher, Luise (1912–1992), estnische Schriftstellerin
- Vaher, Maret (* 1973), estnische Orientierungs- und Ski-Orientierungsläuferin, Mountainbike-Orientierungsfahrerin
- Vaher, Vaapo (1945–2024), estnischer Literaturkritiker, Lyriker und Essayist

### Vahi
- Vähi, Peeter (* 1955), estnischer Komponist
- Vähi, Tiit (* 1947), estnischer Politiker und Unternehmer
- Vahía, Alejo de, Bildhauer der Spätgotik
- Vahidi, Ahmad (* 1958), iranischer Brigadegeneral und VerteidigungsministerAhmad Vahidi (* 1958)

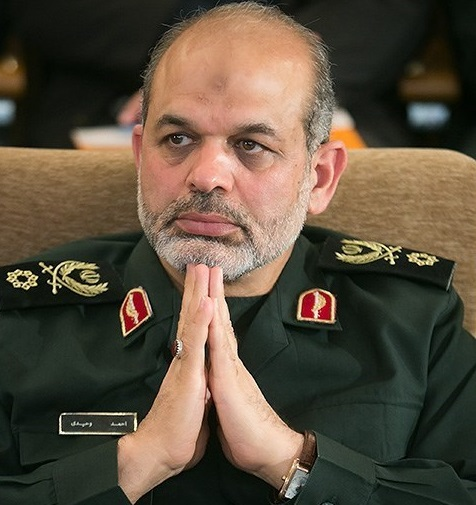
Ahmad Vahidi (* 1958)

- Vahidov, Məcnun (1946–2009), aserbaidschanischer Schachkomponist
- Vahing, Vaino (1940–2008), estnischer Schriftsteller und Psychiater
- Vahirua, Marama (* 1980), französischer Fußballspieler
- Vahirua, Pascal (* 1966), französischer Fußballspieler

### Vahl
- Vahl, Balzer Peter (1718–1792), Bürgermeister von Greifswald
- Vahl, Balzer Peter von (1755–1825), deutscher Kaufmann und Kommerzienrat in Greifswald
- Vahl, Christian-Friedrich (* 1955), deutscher Chirurg
- Vahl, Henry (1897–1977), deutscher Volksschauspieler
- Vahl, Herbert-Ernst (1896–1944), deutscher SS-Brigadeführer und Generalmajor der Waffen-SS
- Vahl, Hermann von (1826–1892), deutscher Jurist und Politiker (NLP), MdR
- Vahl, Jens (1796–1854), dänischer Botaniker und Polarforscher
- Vahl, Johanna (1923–2017), deutsche Medizinphysikerin und Hochschullehrerin
- Vahl, Martin (1749–1804), norwegisch-dänischer Botaniker
- Vahl-Berg, Bruno (1903–1984), deutscher Schauspieler
- Vahland, Kia (* 1970), deutsche Kunsthistorikerin, Kunstkritikerin und BiografinKia Vahland (* 1970)

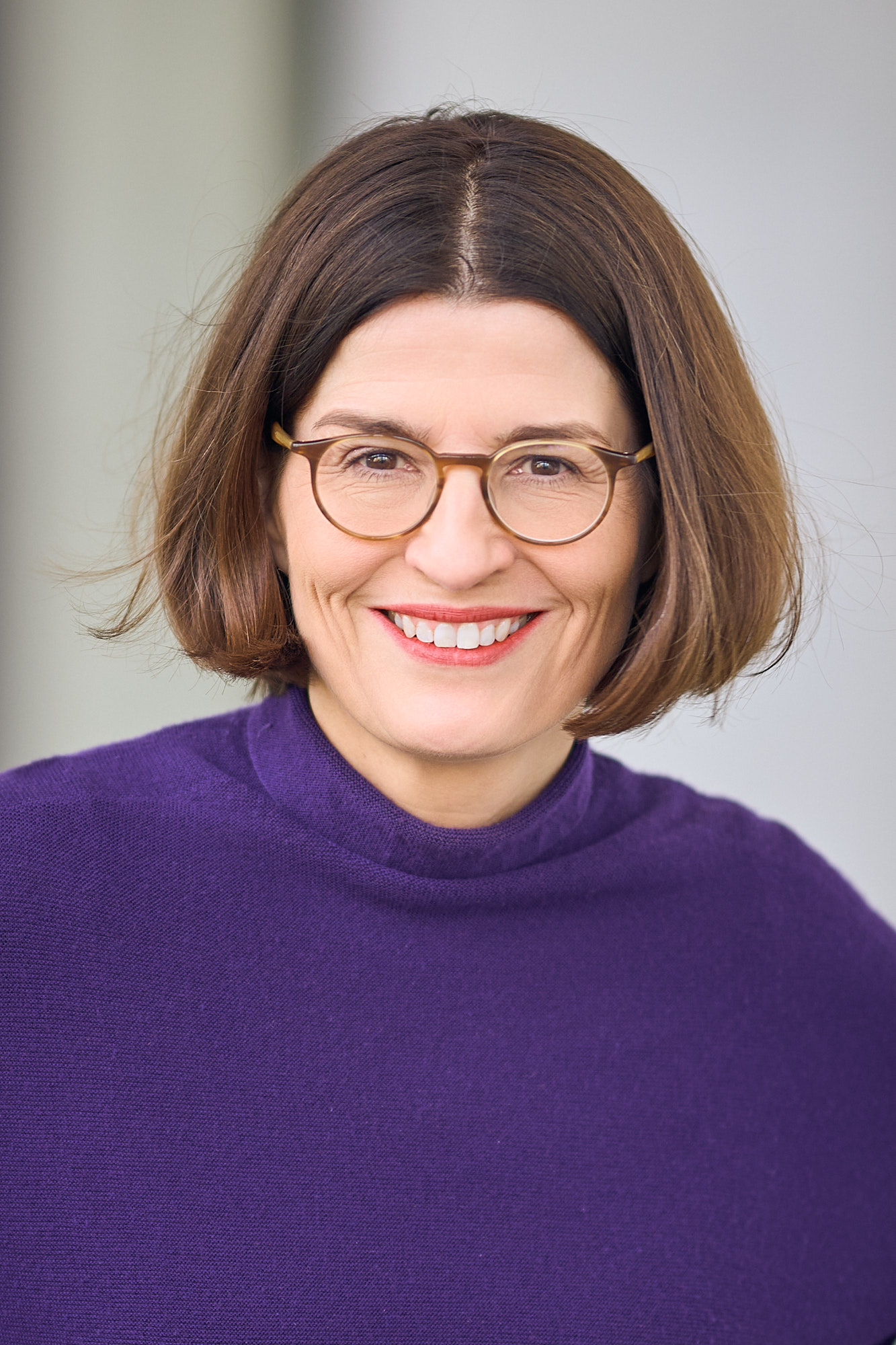
Kia Vahland (* 1970)

- Vahland, Winfried (* 1957), deutscher Manager
- Vahlberg, Jürgen (* 1939), deutscher Politiker (SPD), MdB
- Vahlbruch, Friederike (* 1964), deutsche Malerin
- Vahldieck, Heino (* 1955), deutscher Politiker (CDU), MdHB und Senator
- Vahldieck, Rüdiger (1951–2011), deutscher Elektroingenieur und Professor an der ETH Zürich
- Vahldiek, Charlotte (1826–1902), deutsche Malerin
- Vahldiek, Hermann (1887–1969), deutscher Politiker (NSDAP, SRP), MdL
- Vahldiek, Johannes (1839–1914), deutscher Maler und Obstzüchter
- Vahle, Fredrik (* 1942), deutscher Liedermacher und AutorFredrik Vahle (* 1942)

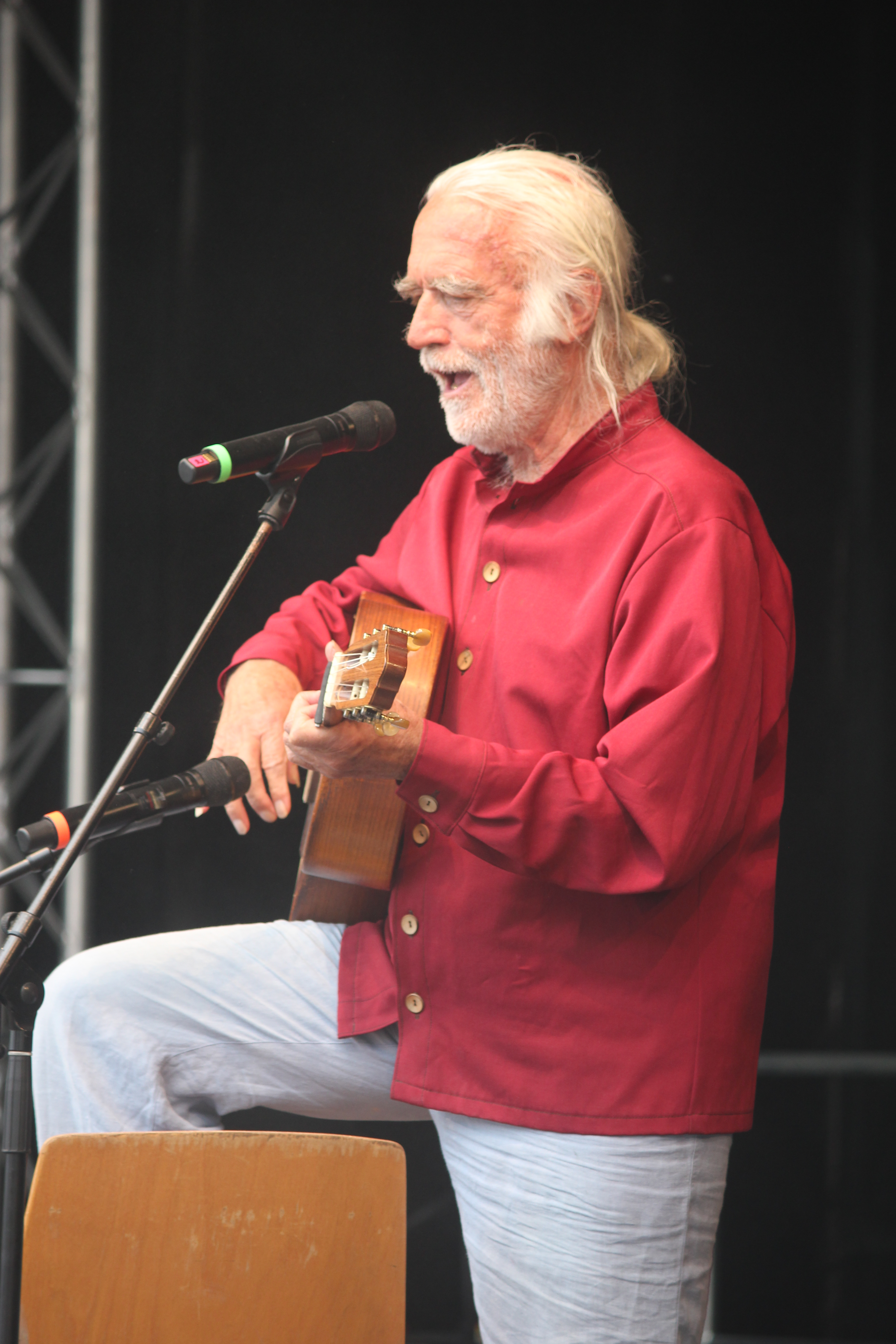
Fredrik Vahle (* 1942)

- Vahle, Fritz (1913–1991), deutscher Maler, Grafiker und Biologe
- Vahle-Giessler, Ingeborg (1915–1989), deutsche Malerin und Grafikerin
- Vahlefeld, Elsbeth (* 1937), deutsche Verwaltungsbeamtin und Sachbuchautorin
- Vahlefeld, Hans Wilhelm (1928–2013), deutscher TV-Korrespondent
- Vahlefeld, Markus (* 1966), deutsch-britischer Buchautor, Weinexperte und Publizist
- Vahlefeld, Rena (1938–2019), deutsche Politikerin (CDU) und MdHB
- Vahlen, Franz (1833–1898), deutscher Verleger
- Vahlen, Johannes (1830–1911), deutscher Klassischer Philologe
- Vahlen, Theodor (1869–1945), deutscher Mathematiker und nationalsozialistischer Politiker, MdR
- Vahlenkamp, Thomas W. (* 1963), deutscher Fachtierarzt, Institutsdirektor für Virologie, Studiendekan
- Vahlenkamp, Werner (1944–2022), deutscher Landeshistoriker
- Vahlensieck, Christa (* 1949), deutsche Langstreckenläuferin und Marathonpionierin
- Vahlensieck, Winfried (1929–2008), deutscher Urologe
- Vahlkampf, Albert von (1799–1858), deutscher Politiker
- Vahlkampf, Eugen von (1840–1902), preußischer Generalleutnant, Kommandant von Breslau
- Vahlteich, Julius (1839–1915), deutscher Politiker (SPD), MdR

### Vahr
- Vahrenhold, Jan (* 1973), deutscher Informatiker
- Vahrenholt, Fritz (* 1949), deutscher Politiker (SPD), Chemiker, Buchautor und ManagerFritz Vahrenholt (* 1949)

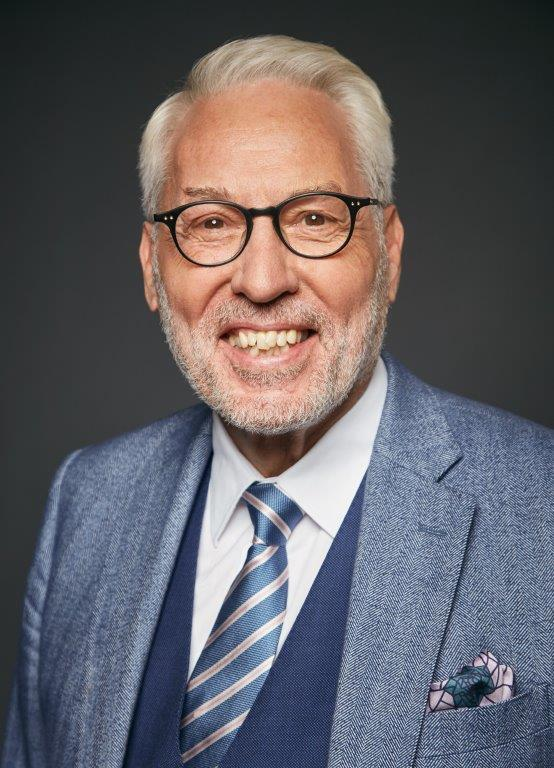
Fritz Vahrenholt (* 1949)

- Vahrenhorst, Frieda (* 1915), deutsche politische Aktivistin (Sozialistische Front)
- Vahrenhorst, Martin (* 1967), deutscher evangelischer Theologe
- Vahrenkamp, Richard (* 1946), deutscher Wirtschaftswissenschaftler und Logistik-Experte
- Vahrmeijer, Johannes (1942–2021), niederländisch-südafrikanischer Botaniker
- Vahrson, Wilhelm-Günther (* 1955), deutscher Geograph und Hochschullehrer

### Vahs
- Vahs, Dietmar (* 1961), deutscher Wirtschaftswissenschaftler
- Vahsel, Margarete von (1866–1922), deutsche Theaterschauspielerin und Opernsängerin (Sopran)
- Vahsel, Richard (1868–1912), deutscher Kapitän und Polarforscher

### Vaht
- Vahter, Tauno (* 1978), estnischer Verleger, Übersetzer und Schriftsteller
- Vahtra, Cristel (* 1972), estnische Skilangläuferin
- Vahtra, Eeri (* 1988), estnischer Skilangläufer
- Vahtra, Jaan (1882–1947), estnischer Schriftsteller, Maler und Journalist
- Vahtra, Kaija (* 1986), estnische Skilangläuferin
- Vahtra, Norman (* 1996), estnischer Radrennfahrer
- Vahtra, Tuuli (* 1989), estnische Schachspielerin